# Лейк-Бронсон (Міннесота)
Лейк-Бронсон (англ. Lake Bronson) — місто (англ. city) в США, в окрузі Кіттсон штату Міннесота. Населення — 178 осіб (2020).

## Географія
Лейк-Бронсон розташований за координатами 48°43′57″ пн. ш. 96°39′54″ зх. д. / 48.73250° пн. ш. 96.66500° зх. д. (48.732431, -96.664928).  За даними Бюро перепису населення США в 2010 році місто мало площу 1,55 км², з яких 1,50 км² — суходіл та 0,05 км² — водойми. В 2017 році площа становила 1,42 км², з яких 1,37 км² — суходіл та 0,05 км² — водойми.

## Демографія
Згідно з переписом 2010 року, у місті мешкало 229 осіб у 109 домогосподарствах у складі 56 родин. Густота населення становила 147 осіб/км².  Було 144 помешкання (93/км²).
Расовий склад населення:
| - 99,1 % — білих |

До двох чи більше рас належало 0,9 %. Частка іспаномовних становила 0,0 % від усіх жителів.
За віковим діапазоном населення розподілялося таким чином: 22,7 % — особи молодші 18 років, 59,0 % — особи у віці 18—64 років, 18,3 % — особи у віці 65 років та старші. Медіана віку мешканця становила 49,2 року. На 100 осіб жіночої статі у місті припадало 129,0 чоловіків;  на 100 жінок у віці від 18 років та старших — 124,1 чоловіків також старших 18 років.
Середній дохід на одне домашнє господарство  становив 37 611 долар США (медіана — 24 375), а середній дохід на одну сім'ю — 48 910 доларів (медіана — 42 188). Медіана доходів становила 38 750 доларів для чоловіків та 29 063 долари для жінок. За межею бідності перебувало 19,5 % осіб, у тому числі 46,9 % дітей у віці до 18 років та 8,8 % осіб у віці 65 років та старших.
Цивільне працевлаштоване населення становило 103 особи. Основні галузі зайнятості: виробництво — 27,2 %, сільське господарство, лісництво, риболовля — 16,5 %, роздрібна торгівля — 14,6 %.